# Moraches
Moraches – miejscowość i gmina we Francji, w regionie Burgundia-Franche-Comté, w departamencie Nièvre.
Według danych na rok 1990 gminę zamieszkiwało 119 osób, a gęstość zaludnienia wynosiła 8 osób/km² (wśród 2044 gmin Burgundii Moraches plasuje się na 791. miejscu pod względem liczby ludności, natomiast pod względem powierzchni na miejscu 650.).